# Fochville
Fochville est une ville minière d'Afrique du Sud située dans l'ouest de la région historique du Transvaal. En 1994, elle fut intégrée dans la Province du Nord-Ouest avant d'être transférée à celle du Gauteng en 2009, en même temps que la municipalité de Merafong.
Danie Theron, héros de la deuxième Guerre des Boers, fut tué juste à 5 kilomètres au nord de Fochville.

## Historique
La ville fut fondée en 1920 en tant que centre agricole dans le sud de la province du Transvaal. Elle fut baptisée en l'honneur du maréchal Ferdinand Foch, commandant en chef des forces alliées en France durant la Première Guerre mondiale.

## Démographie
Selon le recensement de 2011, la population de Fochville est de 9 497 habitants, dont 71,74% de blancs, essentiellement des Afrikaners, et 25,74% de noirs.
Le township limitrophe de Kokosi comprend pour sa part 26 407 habitants, presque exclusivement des noirs (97,90%). Celui également limitrophe de Green Park, plus petit, compte 2 587 habitants (64,01% de noirs et 34,09% de coloureds).